# Louis-Dominique Bourguignon
Louis-Dominique Bourguignon, detto Cartouche (Parigi, 1693 – Parigi, 1721), è stato un brigante e omicida francese a capo di una banda che operò nel periodo della Reggenza dopo la morte di Luigi XIV e che fu «protagonista, durante una dozzina d'anni, di furti e avventure d'ogni sorta, che hanno reso la sua biografia popolare».

## Biografia

### Gli inizi della carriera

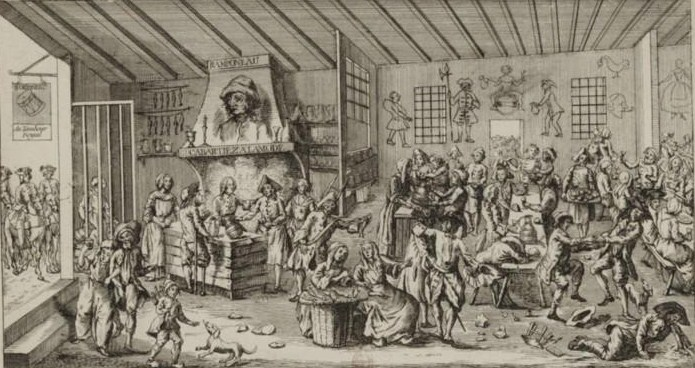
Cabaret di Ramponeau ne La Courtille

Cartouche nasce nei locali de "La Courtille", luogo di piacere parigino, nella Rue du Pont-aux-Choux, una strada che una volta era nel 3º arrondissement di Parigi. Figlio di un mercante di vini, Jean Garthausen, originario di Amburgo. Dal cognome paterno, francesizzato in Gartouse e Gartouche, sembra derivare il soprannome di questo personaggio educato da bambino presso i Gesuiti del collegio di Clermont da cui fu presto espulso. Cartouche si dà allora a rapinare tagliando qualche borsa e, giovane innamorato, a rubare per la sua bella tabacchiere, fazzoletti, bomboniere, scatoline che le offre in omaggio.
All'età di undici anni, in seguito a una minaccia del padre di farlo internare dopo un furto in un riformatorio, Cartouche lascia la casa paterna trovando accoglienza in una banda di fuorilegge che gli insegnano tutti i trucchi delle carte da gioco e la tecnica per i piccoli furti. Con un tale Galichon, che finirà presto in prigione, ruba bottiglie di vino e d'acquavite e si addestra a maneggiare la spada.

### Seducente capobanda a difesa dei poveri
Divenuto servitore nella casa del signor de La Cropte, marchese di Saint-Acre, e luogotenente generale dei soldati reali, Cartouche si distingue per la sua abilità di baro nel gioco delle carte tanto che alla fine viene cacciato. Acquista fama e diventa capo di una banda in Normandia. Individuato dalle autorità di polizia diventa informatore per il tenente di polizia d'Argenson e poi si arruola nell'esercito.
Dopo il servizio militare si circonda di veterani che formano il fulcro della sua nuova banda che forma a Parigi. Diventa così capo di un centinaio di banditi, uomini e donne, che commettono furti e assassini nella capitale.
Volendo dare alla sua banda un'organizzazione paramilitare, basata sulla gerarchia e la disciplina, Cartouche si fa eleggere capo dei suoi accoliti i quali per i suoi lunghi capelli neri, i fini lineamenti del viso, i suoi grandi occhi neri e la sua piccola statura, lo chiamano "il bambino" o "il piccolo".
La banda viene divisa in due gruppi: uno sotto l'autorità diretta di Cartouche, un altro al comando di Gruthus du Châtelet, detto "il Lorenese", un nobile ex soldato della guardia.

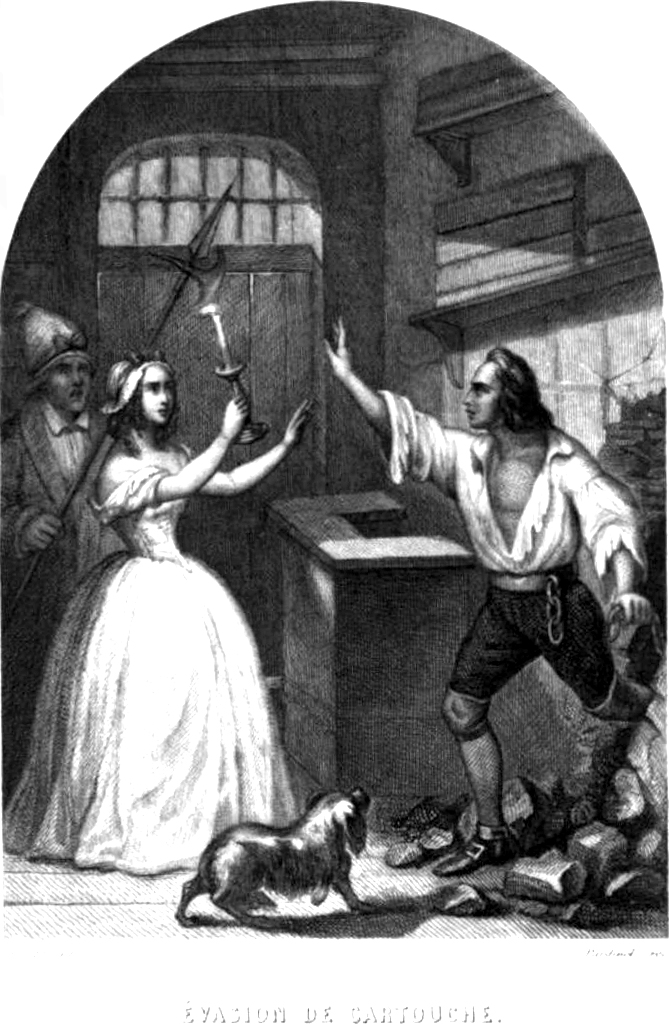
L'evasione di Cartouche

Nella banda del "piccolo" si trovano membri di estrazione sociale diversa come Balagny, detto "il cappuccino", appartenente alla famiglia del primo cameriere privato del Reggente, per cui alcuni storici si sono chiesti, visto il grado sociale di alcuni suoi complici, se il bandito non fosse in combutta con il potere politico. Dei pettegolezi dell'epoca riportano che il Reggente l'avrebbe incontrato e che intimidito avrebbe esitato ad ordinare il suo arresto.
Intelligentemente Cartouche ridistribuisce una parte del bottino dei suoi crimini al popolo minuto guadagnandosi ben presto una certa stima presso il popolo angariato dalla corruzione di quei tempi. Nascono quindi su di lui i racconti di:
- un ladro che ruba ai ricchi per donare ai poveri;
- aver salvato dal suicidio un mercante rovinato dai debiti pagando i creditori che poi deruberà;
- aver rubato una spada che il reggente intendeva donare e, accortasi che era difettosa, di averla restituita commentando: «Al primo ladro del regno che ha cercato di fare torto a Cartouche, suo confratello.»

I suoi accoliti non sono da meno in ribalderia: durante un carnevale fanno percorrere le strade da una carretta con dei manichini raffiguranti le guardie per consentire agli astanti di bastonarli a volontà.
La sua banda diventa famosa per gli assalti alle carrozze che percorrevano la strada da Versailles a Parigi e per le sue rapine alle gioiellerie o per le sue incursioni nelle abitazioni di lusso ma il colpo da maestro fu la rapina di un milione e trecentomila lire in azioni dalla Banca reale nel 1720.
Molti aneddoti riferiscono come Cartouche godesse fama di seduttore. Una sera introdottosi in casa di una contessa invece di rapinarla le chiede di allestirgli una cena annaffiata di champagne. Terminato il pasto, il bandito si complimenta con la sua ospite per le vivande ma si lamentò della cattiva qualità delle bevande. Qualche giorno dopo la contessa riceve una cassa di ottimo champagne.
Un'altra sera Hélène de Courtenay, marchesa di Bauffremont si vede arrivare Cartouche dal camino che con grande cortesia le chiede la via dell'uscita. Nel frattempo il bandito risistema la cenere e i tizzoni nel caminetto per non bruciare il tappeto e in seguito per il danno causato il celebre ladro fa recapitare alla marchesa una lettera di scuse con accluso un diamante «del valore di duemila scudi» e un «lasciapassare da esibire ai ladri la notte»
Il 30 marzo 1720 Cartoche sposa con atto notarile una sua antica complice: Marie-Antoinette Néron. Non per questo rinuncia alle sue molte amanti, come rivelerà durante gli interrogatori riferendo di una «sua suora ubriaca», di una «sultana regnante», di una pescivendola del mercato.
Nell'ultimo periodo si stima che la banda di Cartouche conti quasi duemila membri. Il bandito è temuto e adulato. Un complice volendo denunciarlo è insultato davanti a tutti gli altri e, per suo ordine, sgozzato.
Cartouche avrebbe ucciso di sua mano quattro volte, talvolta a sangue freddo. Lo stato decide alla fine di intervenire e di mettere la polizia alla sua caccia. Nel settembre 1719 vengono arrestati dei complici e i suoi fratelli sono presi e torturati. Anche lui nel dicembre del 1720 viene catturato ma riesce ad evadere dalla prigione. Il 16 marzo 1721 il Reggente in persona ordina il suo arresto ma il bandito riesce a nascondersi sotto una falsa identità prendendo il nome di Jean Bourguignon. Il 19 luglio 1721 viene proposta una ricompensa per chi lo farà catturare. Intanto, soprattutto per l'efficace azione del commissario Biziton, la banda comincia a dissolversi e i tradimenti si moltiplicano.

### L'arresto e l'esecuzione

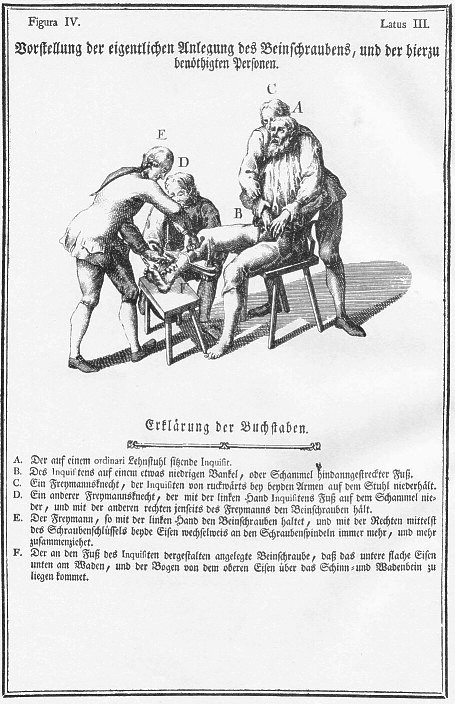
La tortura degli scarponi

Tradito infine dal suo complice Gruthus, che in questo modo ha salva la vita (anche lui era stato forse denunciato da una donna) Cartouche è arrestato all'alba nel locale della Pistolet, nella Courtille il 14 ottobre 1721
La leggenda racconta che il bandito svegliatosi in tempo cerca di fuggire ma è tradito da un cane che si mette a latrare furiosamente. Condotto a piedi nudi allo Châtelet viene incatenato in una gabbia per prevenire ogni possibilità di fuga.
Cartouche diviene oggetto della curiosità dei parigini: per meglio rappresentarlo sulla scena, alcuni attori del Teatro-Francese lo esaminano attentamente; il drammaturgo Marc-Antoine Legrand lo incontra in carcere per approfondire le sue conoscenze sulle abitudini, sugli usi, sul gergo del mondo della delinquenza, che rappresenterà nel 1721 con la commedia Cartouche. Anche personaggi di primo piano come la marescialla de Blouffers e lo stesso Reggente gli fanno visita.
Il 21 ottobre è trasferito nel carcere della Conciergerie per decisione del Parlamento che vuole evitare l'eccessivo interesse del pubblico.
Il processo viene affidato al pubblico accusatore Arnaud de Bouëx, il cui padre era stato assassinato sulla strada di Bordeaux. Cartouche nega tutto, compresa la sua identità, dice di non riconoscere sua madre e afferma di non sapere né leggere né scrivere. Il 26 novembre è sottoposto alla procedura straordinaria e subisce la "tortura degli scarponi", ma il bandito non confessa e viene quindi condannato a morte.

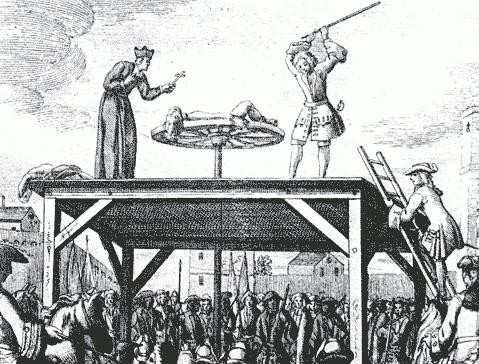
Il supplizio della ruota (28 novembre 1721)

La condanna deve essere eseguita il 28 novembre 1721, tramite il supplizio della ruota. Cartouche è sorvegliato da 200 arcieri che devono impedire ogni tentativo di evasione ad opera dei complici della banda che avevano giurato di liberarlo. A questo punto il bandito dice di voler confessare ed è quindi ricondotto dinanzi ai giudici: compromette così più di 350 personaggi, suoi complici compresi, alcuni dei domestici di Louise-Élisabeth, figlia del Reggente, che subiranno dei processi sino al 1723.
Ma questo non basterà a salvarlo: viene condotto a piazza di Grève a Parigi e giunto di fronte al patibolo grida: «Io sono un digraziato. Mio padre e mia madre sono delle brave persone.»
I giorni seguenti il suo cadavere è esposto in una baracca e i curiosi pagano per vederlo.
Lo seguiranno sul patibolo Balagny, poi suo fratello Louison, dall'età di 15 anni, e altri diversi complici che per lo più finiscono in galera come il suo secondo fratello Francis Antoine.
Il regime politico respira sollevato poiché certi nomi fatti da Cartouche sono nel novero degli amici del potere. Per questo dopo la sua esecuzione la leggenda di Cartouche comincia a diffondersi. La sua morte a 28 anni ne fa un giovane eroe martire del potere reale e dei ricchi. La sua storia è raccontata in diversi modi: poesie, canzoni popolari (Il compianto di Cartouche) e rappresentazioni teatrali della Comédie-Française (Cartouche ou les voleurs de Legrand - ottobre 1721) della Comédie-Italienne (Arlecchino Cartouche di Riccoboni padre detto Lélio). Nel 1723, Nicolas Grandval pubblica un poema intitolato Cartouche o il Vice punito.
In seguito la sua biografia, spesso romanzata, sarà spesso pubblicata lungo tutto il XIX secolo e arricchita anche con le immagini di Epinal.
La sua maschera mortuaria è oggi conservata nel museo comunale di Saint-Germain-en-Laye.

## Nella letteratura
Cartouche è nominato nel romanzo I miserabili di Victor Hugo, durante il colloquio fra il vescovo Bienvenu e il convenzionale.
Il convenzionale stese la mano e afferrò il vescovo per il braccio:

«Luigi XVII? Vediamo: su chi piangete? Sul fanciullo innocente, forse? E allora sia, anch'io piango con voi. Forse sul fanciullo regale?

Chiedo di riflettere. Per me il fratello di Cartouche, fanciullo innocente, appeso per le ascelle in piazza della Grève finché morte ne seguisse, per il solo delitto d'esser stato il fratello di Cartouche, non è meno compassionevole del nipotino di Luigi XV, fanciullo innocente, martirizzato nella torre del Tempio per il solo delitto d'esser stato il nipotino di Luigi XV.»

«Signore,» disse il vescovo «non mi piacciono codesti accostamenti di nomi.»

«Cartouche e Luigi XVII? E per quale dei due protestate?»»